# Pianta mellifera

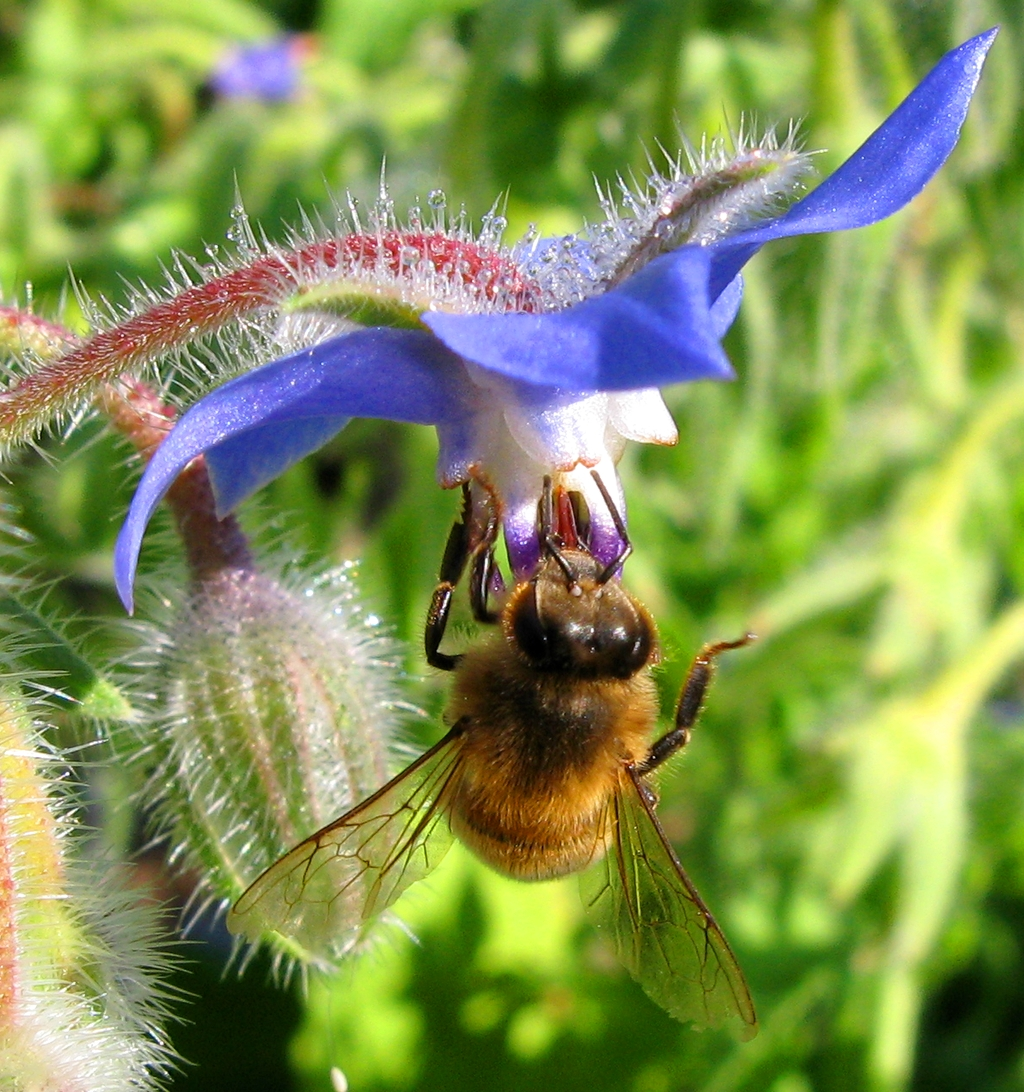
Apis mellifera su fiore di Borago officinalis

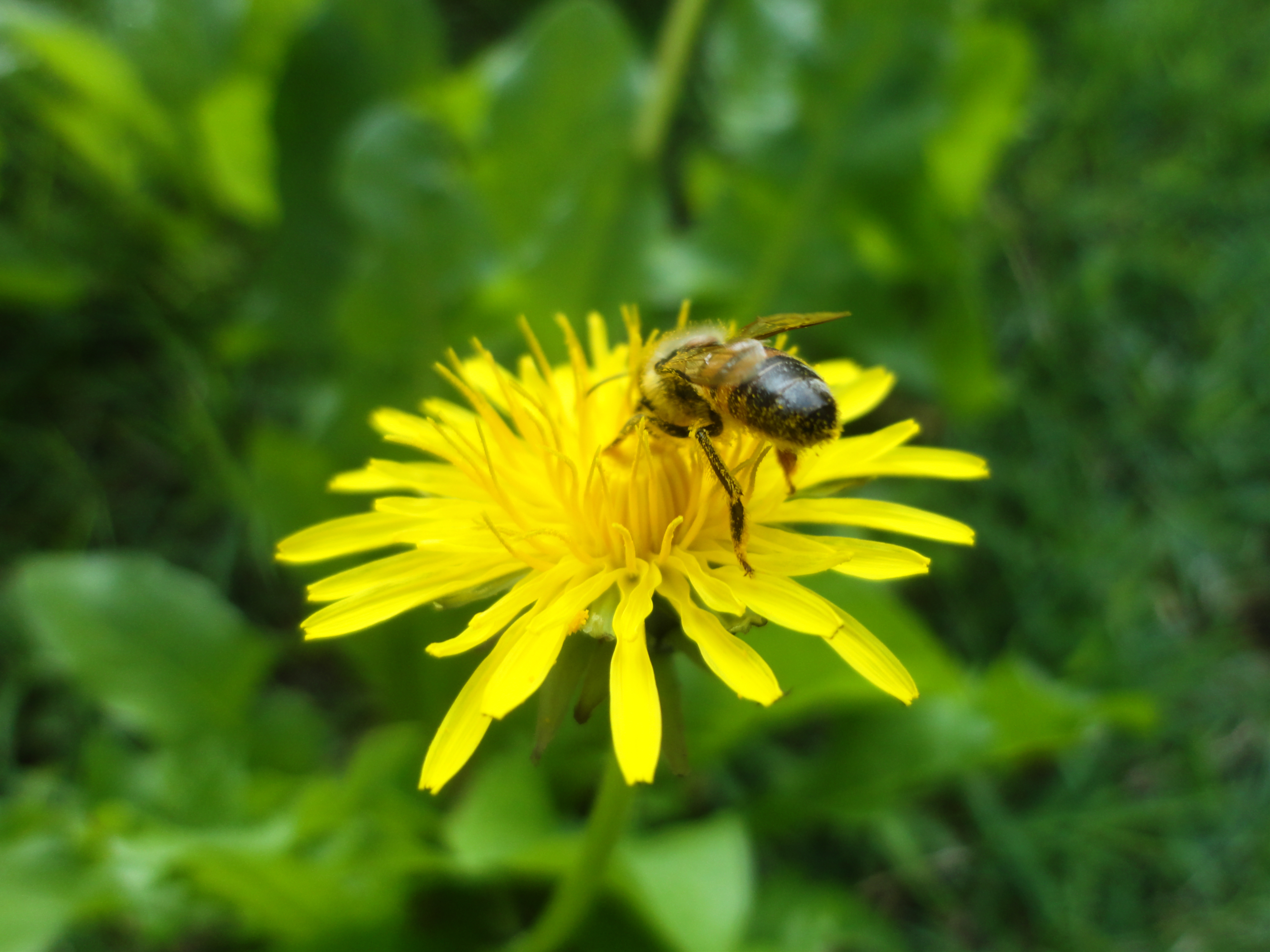
Taraxacum officinale

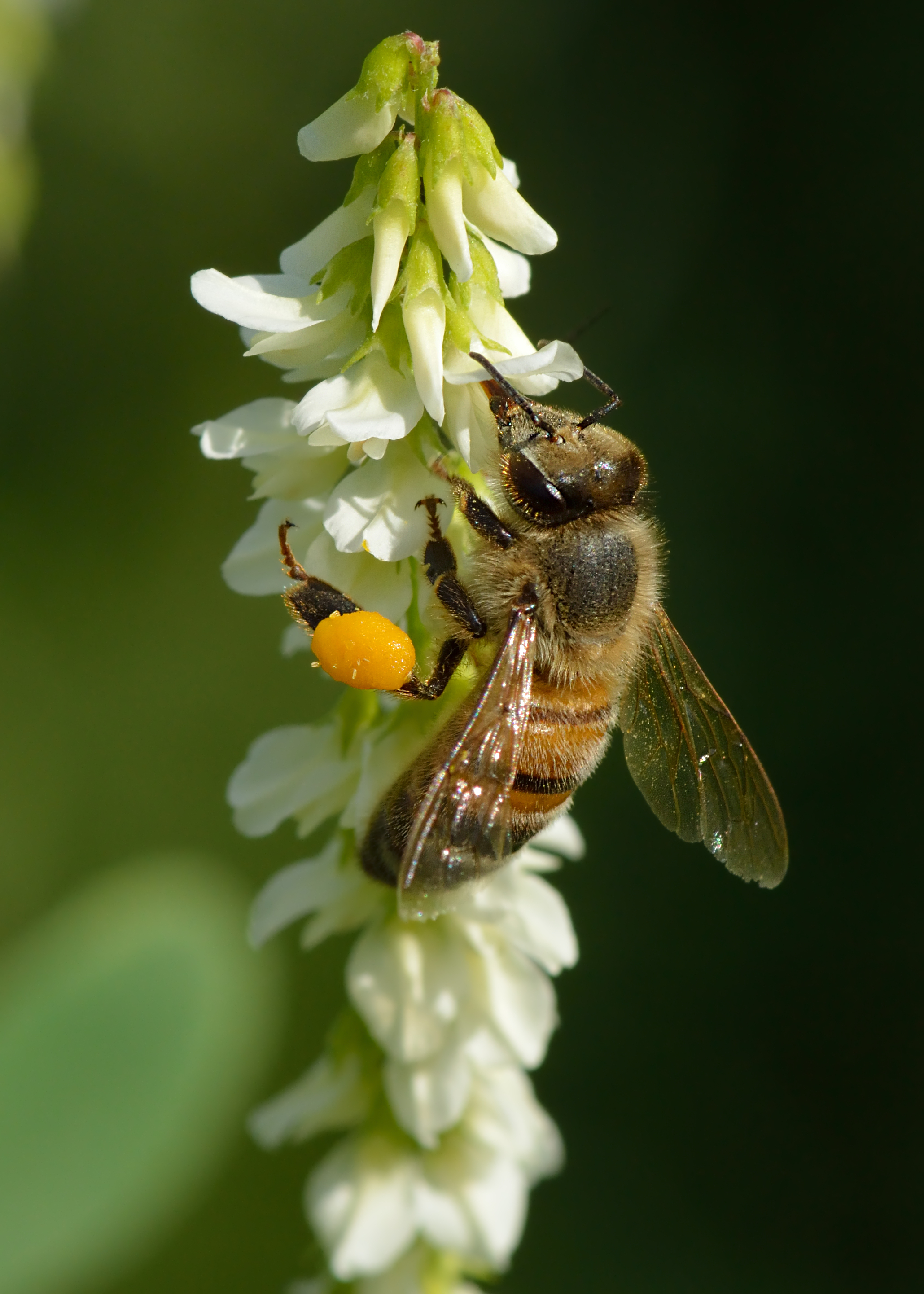
Melilotus albus

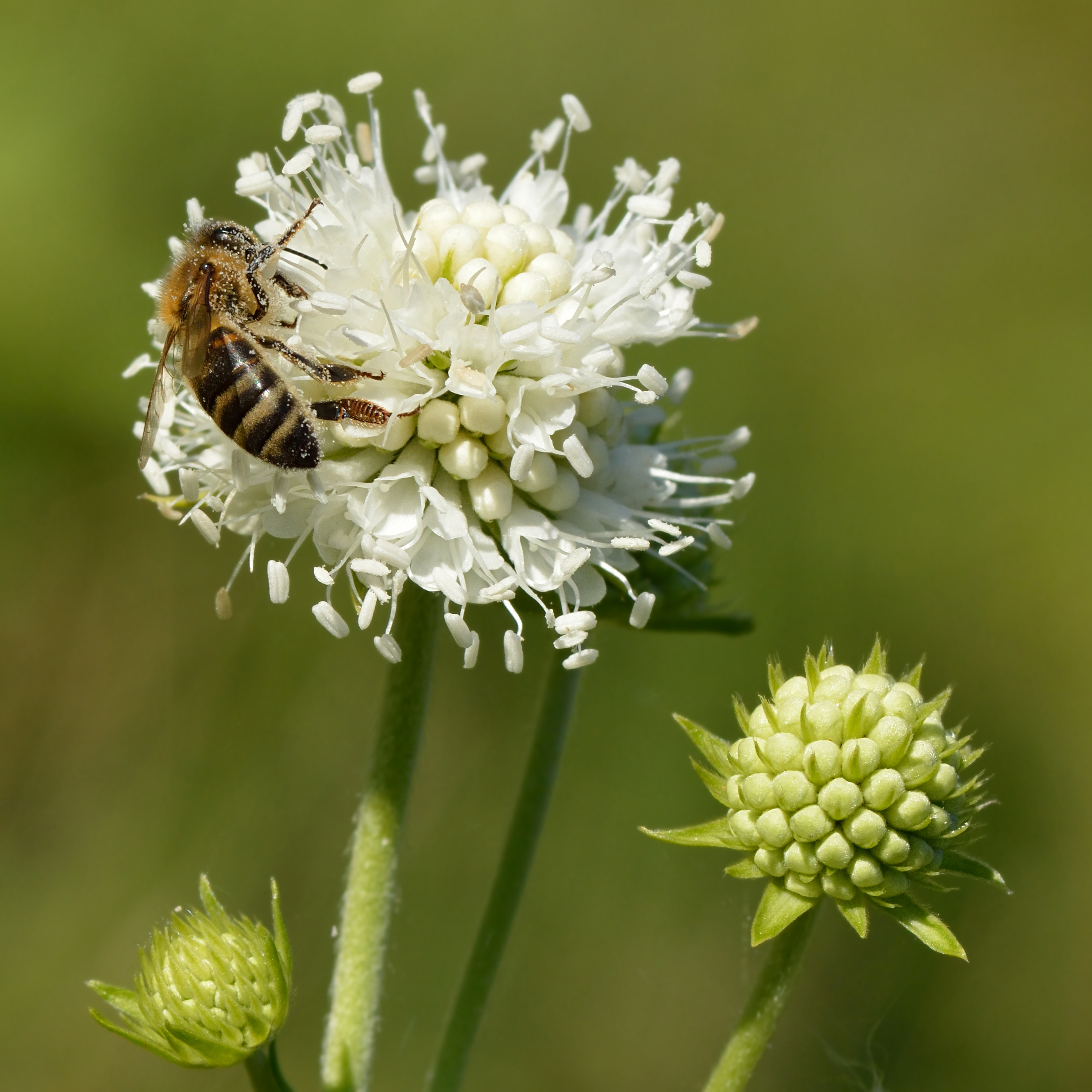
Succisa pratensis

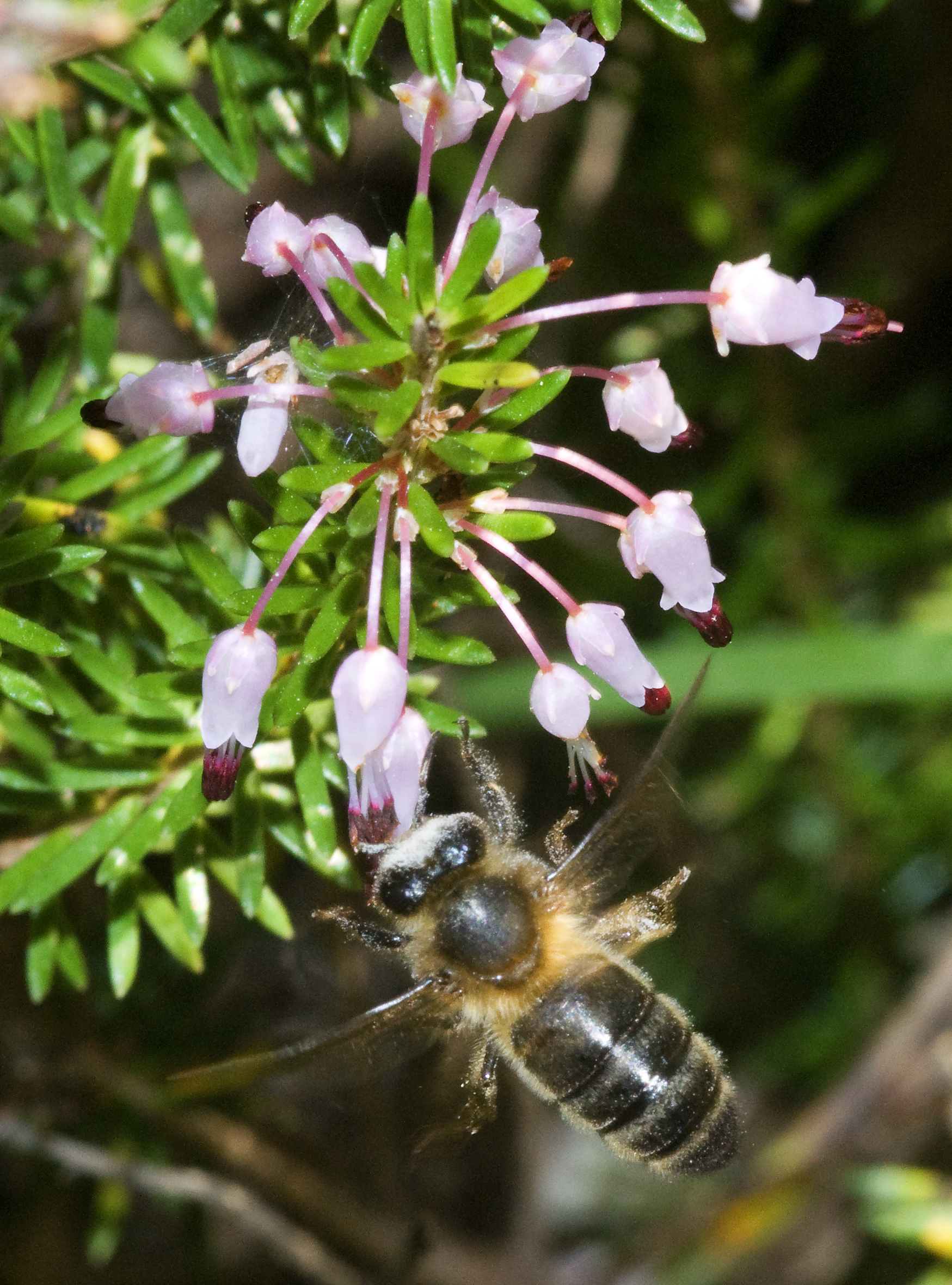
Erica multiflora

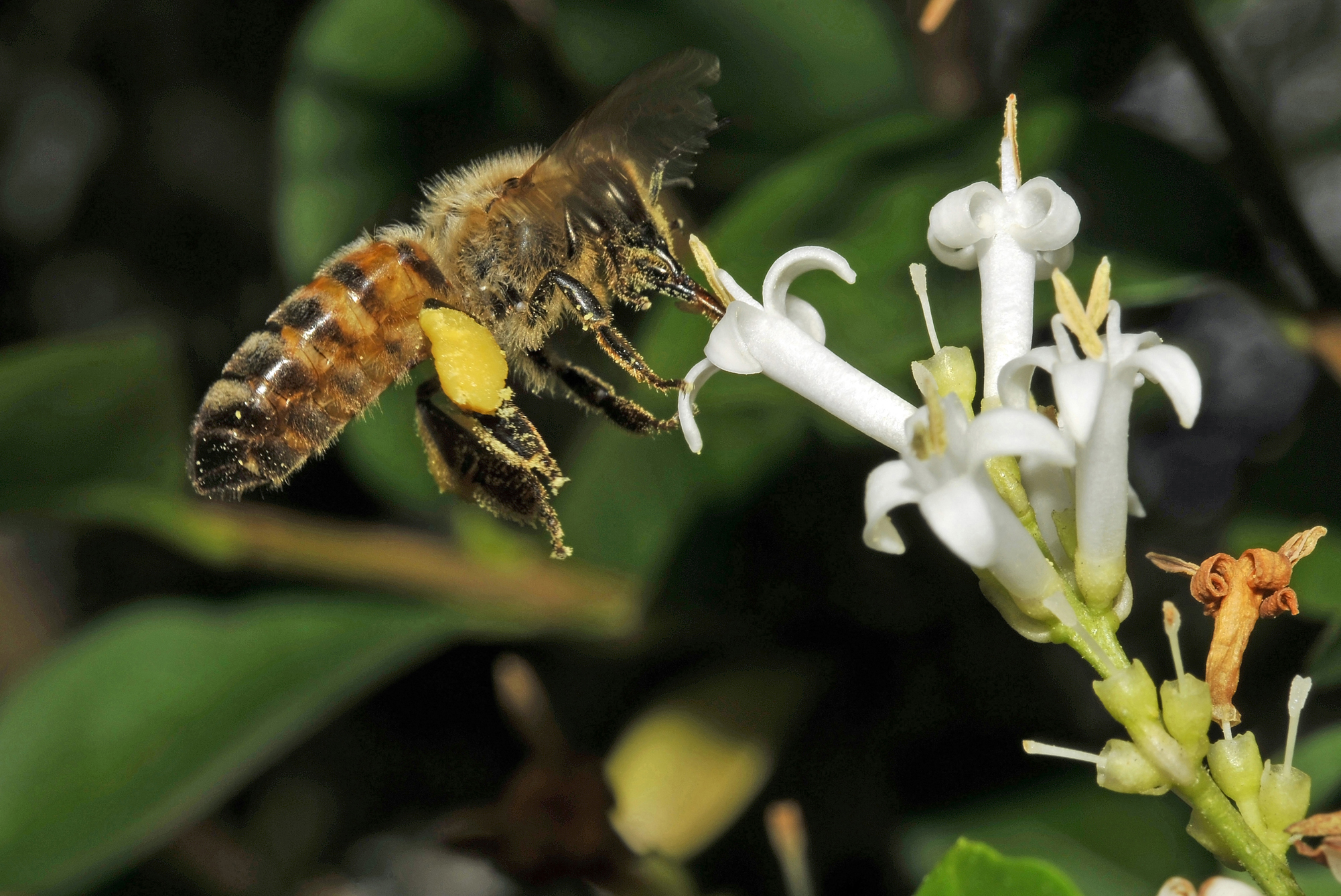
Ligustrum vulgare

Una pianta mellifera è quella che produce  nettare od altre sostanze bottinate dalle api e da queste utilizzate per produrre miele.
Il potenziale mellifero di una pianta esprime la quantità di miele che le api potrebbero produrre visitando in condizioni ideali.
Si considerano quindi gli zuccheri forniti dalla pianta e considerando che questi rappresentano circa l’80% della composizione del miele, viene applicata la seguente formula:
kg miele/ha = kg zucchero/ha x 100/80
In Italia si preferisce indicare la quantità di miele producibile per ettaro, piuttosto che, più propriamente, quella degli zuccheri disponibili.

## Principali piante mellifere
Tra le piante mellifere più importanti vi sono:
- il dente di leone (Leontodon hispidus)
- il brugo (Calluna vulgaris)
- il fiordaliso nerastro (Centaurea nigrescens)
- la vedovella cespugliosa (Globularia alypum)
- la rucola (Diplotaxis tenuifolia)
- il corbezzolo (Arbutus unedo)
- il senecione (Packera aurea)
- l'achillea (Achillea millefolium)
- la calendula (Calendula officinalis)
- la margherita (Bellis perennis)
- il grespino spinoso (Sonchus asper)
- la facelia (Phacelia tanacetifolia)
- la borragine (Borago officinalis)
- il meliloto bianco (Melilotus albus)
- la lupinella comune (Onobrychis viciifolia)
- differenti specie di trifoglio (Trifolium ssp.)
- il tarassaco (Taraxacum officinale)
- l'erba medica (Medicago sativa)
- la sulla (Sulla coronaria)
- la colza (Brassica napus)
- il grano saraceno (Fagopyrum esculentum)
- diverse specie di aglio (Allium spp.)
- diverse specie di salvia (Salvia spp.)
- la senape selvatica (Sinapis arvensis)
- il girasole (Helianthus annuus)
- il camenèrio (Epilobium angustifolium)
- l'issopo gigante blu (Agastache foeniculum)
- la viperina comune (Echium vulgare)
- il ginestrone (Ulex europaeus)
- il corniolo (Cornus mas)
- l'erica arborea (Erica arborea) e altre specie di Erica
- il prugnolo selvatico (Prunus spinosa)
- il biancospino (Crataegus spp.)
- l'edera (Hedera helix)
- il lillà (Syringa vulgaris)
- la frangola (Frangula alnus)
- il ligustro (Ligustrum spp.)
- la succisa di prato (Succisa pratensis)
- il nespolo europeo (Crataegus germanica)
- il nespolo del Giappone (Rhaphiolepis bibas)
- i lamponi e le more (Rubus spp.)
- il ribes nero (Ribes nigrum) e altre specie di Ribes
- il rosmarino (Rosmarinus officinalis)
- il nocciolo (Corylus avellana)
- il salice delle capre (Salix caprea)
- il mandorlo (Prunus dulcis)
- il susino (Prunus domestica)
- il ciliegio (Prunus avium)
- il ciliegio aspro (Prunus cerasus)
- il melo (Malus domestica)
- l'acero campestre (Acer campestre)
- l'acero di monte (Acer pseudoplatanus)
- la robinia (Robinia pseudoacacia)
- il castagno (Castanea sativa)
- il tiglio (Tilia platyphyllos)
- il  maggiociondolo (Laburnum anagyroides)
- l'albero del miele (Tetradium daniellii)